# 16. ceremonia wręczenia Orłów
16. ceremonia wręczenia Orłów za rok 2013 odbyła się 10 marca 2014 roku.
Ogłoszenie nominacji nastąpiło 4 lutego 2014 roku. Polskie Nagrody Filmowe zostały wręczone w 16 kategoriach.
Największym faworytem nominacji był dramat Pawła Pawlikowskiego Ida, który zdobył 10 nominacji. Siedem nominacji otrzymał film Chce się żyć w reżyserii Macieja Pieprzycy, zaś sześć nominacji Imagine Andrzeja Jakimowskiego.

## Laureaci i nominowani
Laureaci nagród są wyróżnieni wytłuszczeniem

### Najlepszy film
- Paweł Pawlikowski – Ida
  - Maciej Pieprzyca – Chce się żyć
  - Andrzej Jakimowski – Imagine

### Najlepszy film europejski
(Kraj produkcji • Reżyser – Film)
- • Malik Bendjelloul – Sugar Man
  -  • Giuseppe Tornatore – Koneser
  -  • Abdellatif Kechiche – Życie Adeli

### Najlepszy film dokumentalny
- Dorota Kędzierzawska – Inny świat
  - Filip Dzierżawski – Miłość
  - Paweł Łoziński – Ojciec i syn

### Najlepsza reżyseria
- Paweł Pawlikowski – Ida
  - Andrzej Jakimowski – Imagine
  - Maciej Pieprzyca – Chce się żyć

### Najlepszy scenariusz
- Maciej Pieprzyca – Chce się żyć
  - Andrzej Jakimowski – Imagine
  - Paweł Pawlikowski, Rebecca Lenkiewicz – Ida

### Najlepsza główna rola kobieca
- Agata Kulesza – Ida
  - Agnieszka Grochowska – Wałęsa. Człowiek z nadziei
  - Jowita Budnik – Papusza

### Najlepsza główna rola męska
- Dawid Ogrodnik – Chce się żyć
  - Janusz Gajos – Układ zamknięty
  - Robert Więckiewicz – Wałęsa. Człowiek z nadziei

### Najlepsza drugoplanowa rola kobieca
- Anna Nehrebecka – Chce się żyć
  - Joanna Kulig – Nieulotne
  - Marta Nieradkiewicz – Płynące wieżowce

### Najlepsza drugoplanowa rola męska
- Arkadiusz Jakubik – Chce się żyć
  - Adam Woronowicz – Miłość
  - Eryk Lubos – Dziewczyna z szafy

### Najlepsze zdjęcia
- Krzysztof Ptak, Wojciech Staroń – Papusza
  - Adam Bajerski – Imagine
  - Łukasz Żal, Ryszard Lenczewski – Ida

### Najlepsza muzyka
- Jan Kanty Pawluśkiewicz – Papusza
  - Alexandre Desplat – Wenus w futrze
  - Mateusz Pospieszalski – Mój biegun

### Najlepsza scenografia
- Anna Wunderlich – Papusza
  - Andrzej Haliński – Dziewczyna z szafy
  - Janusz Sosnowski, Michał Sulkiewicz – Syberiada polska
  - Katarzyna Sobańska, Marcel Sławiński – Ida
  - Magdalena Dipont – Wałęsa. Człowiek z nadziei

### Najlepsze kostiumy
- Barbara Sikorska-Bouffał – Papusza
  - Aleksandra Staszko – Ida
  - Magdalena Biedrzycka – Wałęsa. Człowiek z nadziei

### Najlepszy montaż
- Jarosław Kamiński – Ida
  - Cezary Grzesiuk – Imagine
  - Krzysztof Szpetmański – Chce się żyć
  - Milenia Fiedler, Grażyna Gradoń – Wałęsa. Człowiek z nadziei

### Najlepszy dźwięk
- Guillaume Le Bras, Jacek Hamela – Imagine
  - Marek Wronko – AmbaSSada
  - Michał Żarnecki – Syberiada polska

### Odkrycie roku
- Bodo Kox – Dziewczyna z szafy (Reżyser)
  - Agata Trzebuchowska – Ida (Aktorka)
  - Łukasz Żal – Ida (Zdjęcia)

### Nagroda publiczności
- Maciej Pieprzyca – Chce się żyć

### Nagroda za Osiągnięcia Życia
- Kazimierz Karabasz

## Podsumowanie liczby nominacji
(Ograniczenie do dwóch nominacji)

10: Ida
7: Chce się żyć
6: Imagine
5: Wałęsa. Człowiek z nadziei, Papusza
2: Miłość, Dziewczyna z szafy, Syberiada polska